# Akira (manga)
Akira är en manga som skapades av Katsuhiro Ōtomo och publicerades ursprungligen i Young Magazine nr 24 1982 - nr 28 1990. Serien anses generellt som en klassiker inom genren.
**Akira** (アキラ, stiliserad som *AKIRA*) är en japansk cyberpunkmangaserie skapad av Katsuhiro Otomo. Serien publicerades varannan vecka i *Young Magazine*, en seinen-mangatidning från Kodansha, mellan 20 december 1982 och 25 juni 1990. De 120 kapitlen samlades i sex *tankōbon*-volymer. *Akira* blev en av de första mangaverken som översattes i sin helhet till engelska när den publicerades i USA av Marvel Comics under dess Epic-avtryck. För närvarande ges mangan ut i Nordamerika av Kodansha Comics.
Handlingen utspelar sig i en nära framtid efter ett förödande krig med massförstörelsevapen. Scenen är Japans återuppbyggda huvudstad Neo-Tokyo, en dekadent megastad präglad av kriminalitet och ungdomsgäng. Historien följer två vänner, motorcykelligisterna Kaneda och Tetsuo, som genom en olycka dras in i en politisk konspiration kopplad till en grupp barn med psykiska krafter och den mystiska Akira.
*Akira* anses vara en vattendelare inom manga och är även känd för att ha inspirerat den ikoniska cyberpunkanimefilmen från 1988 med samma namn, som blev starten för en större franchise.
1. ↑  ”akiramanga”. https://akiramanga.com. Läst 17 november 2024.